# Johann Jakob Rebstein

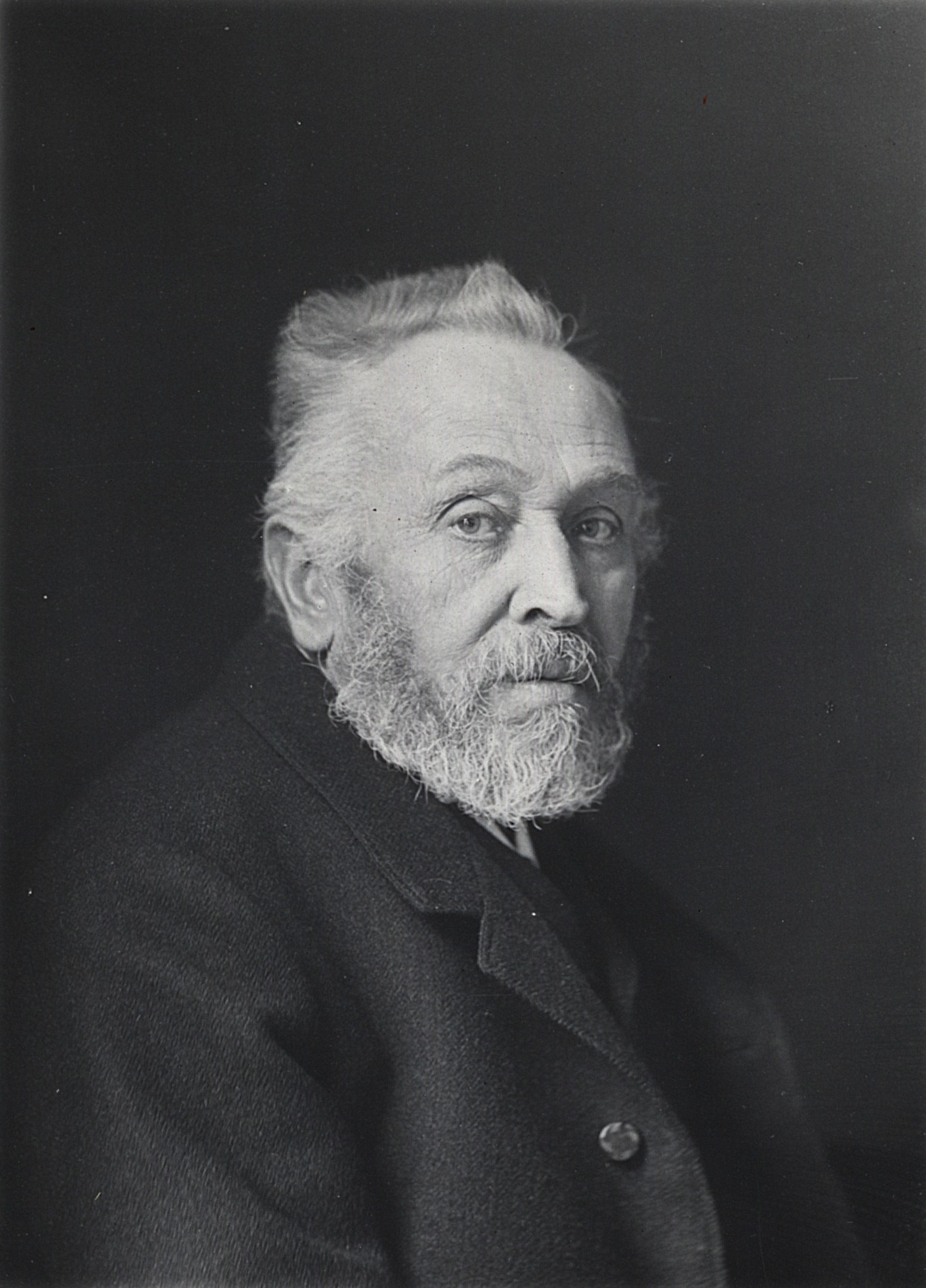
Johann Jakob Rebstein

Johann Jakob Rebstein, auch Jacob Rebstein (* 4. Mai 1840 in Töss (Winterthur); † 14. März 1907 in Zürich), war ein Schweizer Mathematiker und Geodät.

## Leben
Johann Jakob Rebstein war der Sohn eines Gastwirts und Bäckers. Er besuchte die Industrieschule in Winterthur, wo er schon durch mathematische Fähigkeiten auffiel. Ab 1857 studierte er am Polytechnikum Zürich zuerst Ingenieurwesen und dann mit dem Ziel, Mathematik- und Physiklehrer zu werden. Nach dem Abschluss setzte er sein Studium am Collège de France in Paris fort und wollte auch in Göttingen studieren, musste aber nach dem Tod des Vaters, um die Familie zu unterstützen, eine Lehrerstelle annehmen. Er unterrichtete Mathematik an der Kantonsschule Frauenfeld und ab 1877 an der Kantonsschule Zürich. Nach der Habilitation 1873 war er auch Privatdozent am Polytechnikum. 1895 wurde er an der Universität Berlin promoviert (Bestimmung aller reeller Minimalflächen, die eine Schaar ebener Curven ent-halten, denen auf der Gauss’schen Kugel die Meridiane entsprechen). 1896 wurde er Titularprofessor am Polytechnikum, und 1898 erhielt er eine volle Professur für Geodäsie, numerische Methoden wie Fehlerrechnung und Versicherungsmathematik.
Von 1863 bis 1881 war er auch Berater in der Landvermessung für den Kanton Thurgau, von 1881 bis 1894 für St. Gallen, von 1886 bis 1892 für Zürich und von 1894 bis 1907 für Luzern. Dabei führte er selbst keine grossen Vermessungsaufgaben aus, sondern überwachte und korrigierte die geodätischen Arbeit anderer, wobei auch erfahrene Geodäten wie Friedrich Gustav Gauß, Friedrich Robert Helmert und Wilhelm Jordan seinen Rat suchten. Er war im Schweizer Komitee für Geodäsie und war ab 1868 im Schweizer Konkordat der Geometer und von 1887 bis 1907 deren Präsident. Daneben war er Versicherungsmathematiker und Auditor der Schweizer Lebensversicherungen und Pensionsfonds. Dafür erhielt er 1905 einen Ehrendoktor der Universität Zürich. Einige Jahre war er Präsident der Thurgauischen Naturforschenden Gesellschaft. Er war an der Vorbereitung des ersten Internationalen Mathematikerkongresses in Zürich (1897) beteiligt.

## Schriften
- Lehrbuch über praktische Geometrie mit besonderer Berücksichtigung der Theodolitmessung, 1868
- Die Kartographie der Schweiz, dargestellt in ihrer historischen Entwicklung, 1883